# Kugelgürteltiere
Die Kugelgürteltiere (Tolypeutes), auch als Dreibinden-Gürteltiere bezeichnet, sind eine Gattung aus der Gruppe der Gürteltiere (Dasypoda) mit zwei Arten. Sie leben in trockenen sowie offenen bis baumbestandenen Landschaften in Südamerika und ernähren sich hauptsächlich von Insekten und teils von pflanzlichem Material. Als einzige Vertreter der Gürteltiere können sie sich im Bedrohungsfall zu einer Kugel zusammenrollen. Beide Arten gelten als in unterschiedlichem Maße gefährdet.

## Beschreibung

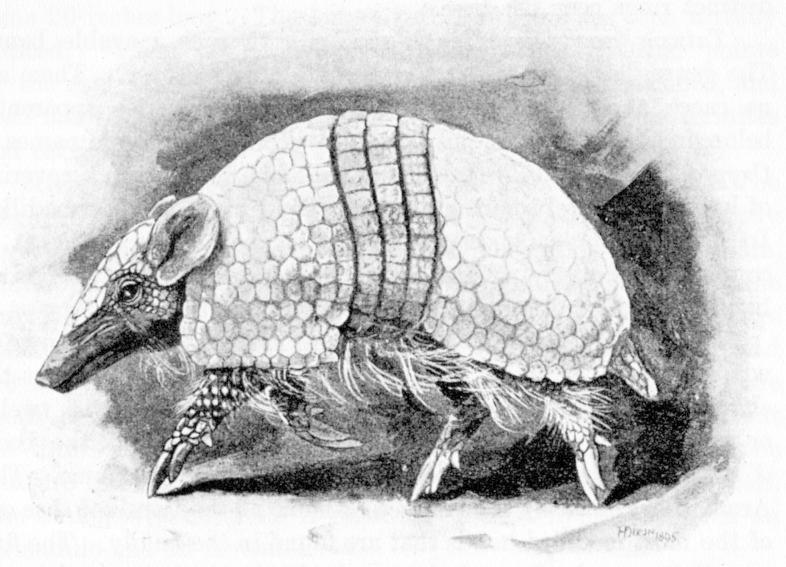
Nördliches Kugelgürteltier (Tolypeutes tricinctus)

Kugelgürteltiere erreichen eine Kopf-Rumpf-Länge von 21 bis 31 cm, der kurze, kräftige und eher dreieckig geformte Schwanz wird 5 bis 8 cm lang. Das Gewicht liegt bei 1 bis 2 kg, sie sind also eher kleine Gürteltiere. Der Kopf besitzt eine charakteristisch dreieckige, an den Seitenrändern abgerundete Stirnplatte aus kleinen Knochenschildchen. Anhand dieser Stirnplatte können die beiden Arten unterschieden werden: Beim Südlichen Kugelgürteltier besteht die zweite Reihe im zentralen Abschnitt aus jeweils einem, beim Nördlichen Kugelgürteltier aus jeweils zwei Knochenplättchen. Das Gebiss weist einen für Säugetiere untypischen Zahnbau auf mit einwurzeligen und zahnschmelzlosen Zähnen. In den Oberkieferhälften befinden sich 8 oder 9, in denen des Unterkiefers jeweils 9 derartige Zähne, insgesamt also 34 bis 36. Der markante Rückenpanzer ist sehr hart und hoch sowie deutlich gerundet. Er besteht aus einem festen Schulter- und Beckenbereich, beide getrennt durch 1 bis 4, typischerweise aber 3 bewegliche Bänder. Der gesamte Panzer ist ebenfalls aus kleinen üblicherweise fünf- bis sechseckigen Knochenschildchen aufgebaut, ebenso die Panzerung des Schwanzes. Die Grundfarbe der Tiere ist dunkelbraun. Sie sind in der Regel bis auf eine leichte, borstenartige Behaarung am Bauch ohne Fellkleid. Die kurzen Gliedmaßen tragen an den Hinterfüßen jeweils fünf Zehen, die in bogenartigen Grabkrallen enden. Während das Südliche Kugeltier nur drei bis vier Zehen mit besonders langen Krallen an den Vorderfüßen trägt, sind es bei dem Nördlichen Kugelgürteltier insgesamt fünf.

## Verbreitung
Die Heimat der Kugelgürteltiere ist das mittlere Südamerika, sie leben in Brasilien, Bolivien, Paraguay und dem nördlichen Argentinien. Hier bewohnen sie offene Landschaften und eher trockene Wälder, die auf kalkhaltigen Böden wachsen, vor allem im Gran Chaco und in den Dornenbuschsavannen der Caatinga- und Cerrado-Regionen.

## Lebensweise

### Territorialverhalten

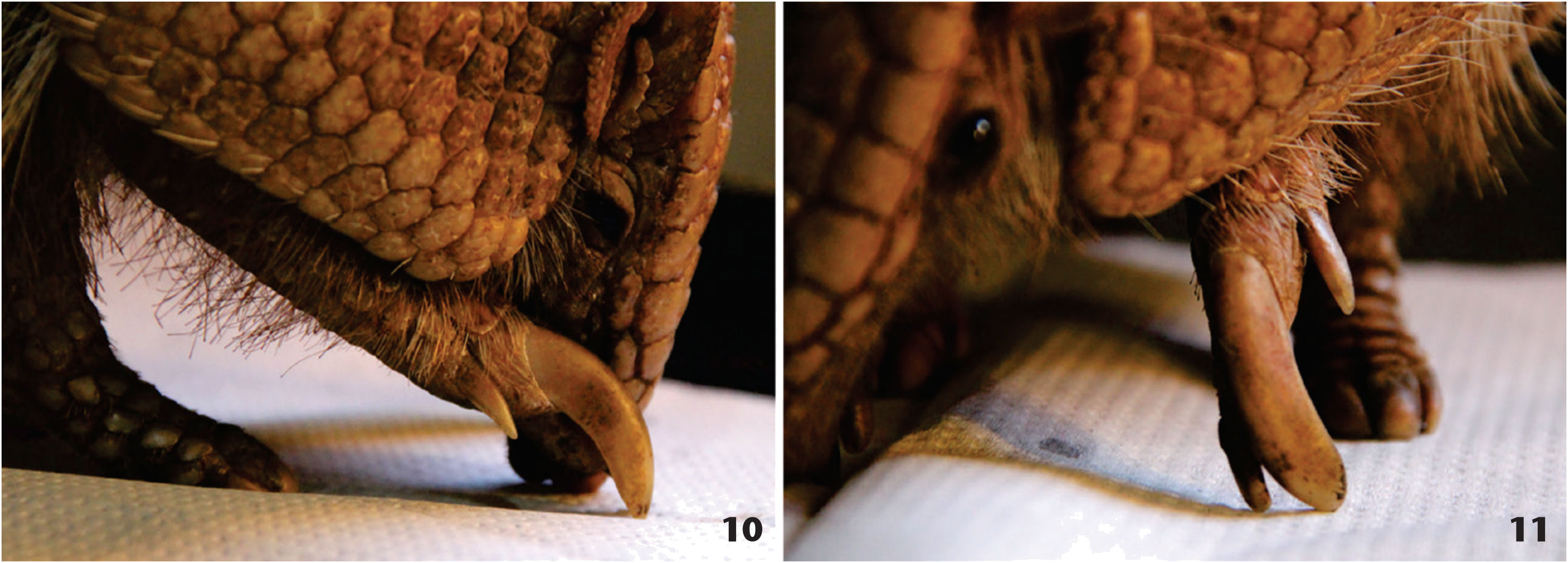
Die Vorderfüße der Kugelgürteltiere setzen mit der Krallenspitze auf, seitliche und vordere Ansicht

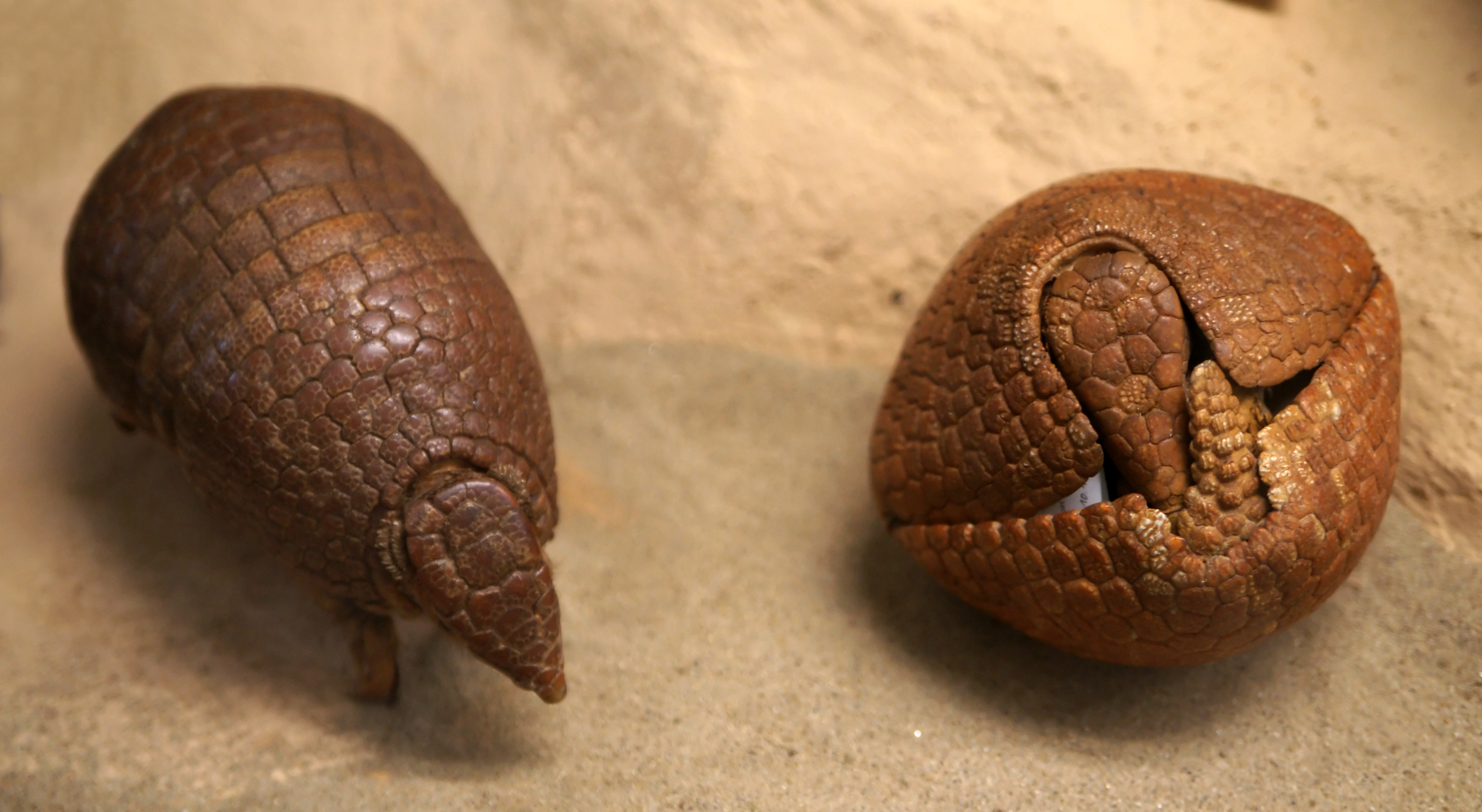
Stehendes und eingerolltes Kugelgürteltier

Kugelgürteltiere leben normalerweise als Einzelgänger und sind nachtaktiv, können aber bei Bedarf auch tagsüber erscheinen. Beim Laufen setzen sie die Vorderfüße mit den Krallenspitzen auf, die Hinterfüße jedoch mit der ganzen Sohle. Sie gelten als schlechte Gräber, legen aber durchaus eigene Baue an. Darüber hinaus verwenden sie verlassene Unterschlupfe anderer Tiere oder ziehen sich zum Schlafen in dichte Vegetation zurück. Manchmal findet man mehrere Tiere im selben Versteck untergeschlüpft. Bei Bedrohung flüchten Kugelgürteltiere meistens oder rollen sich komplett zu einer Kugel zusammen, wozu nur Vertreter dieser Gattung befähigt sind. Zu diesem Zweck verbergen sie die Beine im Inneren und die harte Oberseite des Kopfs und des Schwanzes bilden den Verschluss. Dabei verursacht ein Tier ein schnaubendes bis zischendes Geräusch, was auf eine starke Ausatmung zurückzuführen ist. Anfänglich bleibt noch ein kleiner Spalt offen, erst bei Berührung schnappt die Kugel zu. In dieser Position kann es von Fressfeinden kaum erbeutet werden.

### Ernährung
Die Nahrung der Kugelgürteltiere besteht hauptsächlich aus Insekten und deren Larven, vorrangig Ameisen und Termiten. Dabei wird die Nahrung opportunistisch vom Boden aufgenommen, nur sehr selten reißen sie mit ihren kräftigen Krallen Ameisen- oder Termitenbaue auf. Teilweise verzehren die Tiere auch Samen und verteilen diese mit ihrem Kot in der Landschaft, womit sie einen wichtigen ökologischer Faktor in ihren jeweiligen Habitaten darstellen. Da häufig intakte Chitinpanzer an Verdauungsrückständen der Kugelgürteltiere gefunden wurden, scheinen diese ihre Nahrung nicht zu zerkauen.

### Fortpflanzung
Nach rund 120-tägiger Tragzeit kommt meist zwischen Oktober und Januar ein einzelnes Jungtier zur Welt, das etwa 70 bis 100 g wiegt. Nach rund zwei bis drei Monaten wird es entwöhnt und erreicht die Geschlechtsreife im Alter von neun bis zwölf Monaten. Die Lebenserwartung liegt bei zwölf bis 15 Jahren, in Gefangenschaft können sie bis zu 30 Jahre erreichen.

## Systematik
Die Kugelgürteltiere (Tolypeutes) sind eine Gattung innerhalb der Gruppe der Gürteltiere (Dasypoda) und der Ordnung der Gepanzerten Nebengelenktiere (Cingulata). Sie bilden zusammen mit den Nacktschwanzgürteltieren (Cabassous) und dem Riesengürteltier (Priodontes) die Unterfamilie der Tolypeutinae, welche innerhalb der Familie der Chlamyphoridae steht. Als nächstverwandte Gruppe werden die Chlamyphorinae angesehen. Diese wiederum schließen den Gürtelmull (Chlamyphorus truncatus) und den Burmeister-Gürtelmull (Calyptophractus retusus) ein, weiter außerhalb stehen die Euphractinae mit unter anderem dem Sechsbinden-Gürteltier (Euphractus sexcinctus) und den Borstengürteltieren (Chaetophractus). Molekulargenetische Untersuchungen ergaben, dass sich die Chlamyphorinae und die Tolypeutinae im Oligozän vor 33 Millionen Jahren trennten und sich letztere im Unteren Miozän vor mehr als 20 Millionen Jahren stärker diversifizierten. Innerhalb der Tolypeutinae werden Cabassous und Priodontes aus anatomischer Sicht als wesentlich enger verwandt angesehen und formen die Tribus der Priodontini. Tolypeutes gehört demgegenüber aufgrund seines einzigartigen Panzers der Tribus Tolypeutini an. Darüber hinaus wird die fossile Gattung Kuntinaru aus dem Oligozän in die Tolypeutinae eingegliedert.
Der Gattung Tolypeutes werden zwei heute lebende Arten zugewiesen:
- Südliches Kugelgürteltier oder Südliches Dreibindengürteltier (Tolypeutes matacus (Desmarest, 1804)); Mato-Grosso-Region in Südwestbrasilien, östliches Bolivien, Paraguay und nördliches Argentinien
- Nördliches Kugelgürteltier oder Brasilianisches Dreibindengürteltier (Tolypeutes tricinctus (Linnaeus, 1758)); nordöstliches Brasilien (die Bundesstaaten Bahia, Pernambuco, Piauí, Maranhão, und Minas Gerais)

Als fossile Art wird weiterhin unterschieden:
- Tolypeutes pampaeus Frenguelli, 1921

Vertreter der Gattung der Kugelgürteltiere wurden erstmals 1605 in Europa bekannt, als der niederländische Gelehrte Clusius ein Exemplar beschrieb und abbildete. Es handelte sich dabei um das Nördliche Kugelgürteltier, das Südliche wurde aber nahezu zeitgleich entdeckt. Von Johann Karl Wilhelm Illiger stammt die Gattungsbezeichnung Tolypeutes aus dem Jahr 1811. Teilweise wurde im Deutschen im 19. Jahrhundert das südliche Kugel- vom nördlichen „Rollgürteltier“ unterschieden.

## Stammesgeschichte
Die Gepanzerten Nebengelenktiere stellen die ältesten bekannten Vertreter der Nebengelenktiere (Xenarthra) dar und sind schon aus dem Paläogen des heutigen Brasilien nachgewiesen. Die ältesten Nachweise der Tolypeutinae stammen aus dem Oligozän vor rund 26 Millionen Jahren und wurden in den Salla Beds in Bolivien entdeckt, einer extrem reichen Fossillagerstätte. Überreste von Kugelgürteltieren reichen aber nur bis in das Pliozän zurück, sie sind allgemein ein eher seltenes Faunenelement. Es handelt sich um die Reste der fossilen Art Tolypeutes pampaeus, die überwiegend in der Pamparegion des heutigen Argentinien nachgewiesen ist und noch bis zum Beginn des Mittelpleistozäns vor rund 700.000 Jahren auftrat. Einige Forscher sehen in dieser Art aber Übereinstimmungen mit dem Südlichen Kugelgürteltier. Sichere Überreste der rezenten Arten sind relativ selten und gehören zumeist dem Holozän an, so unter anderem von der archäologischen Fundstelle Alfar in der argentinischen Provinz Buenos Aires, welche in den Zeitraum von etwa 6000 bis 5000 BP datiert wird.

## Bedrohung

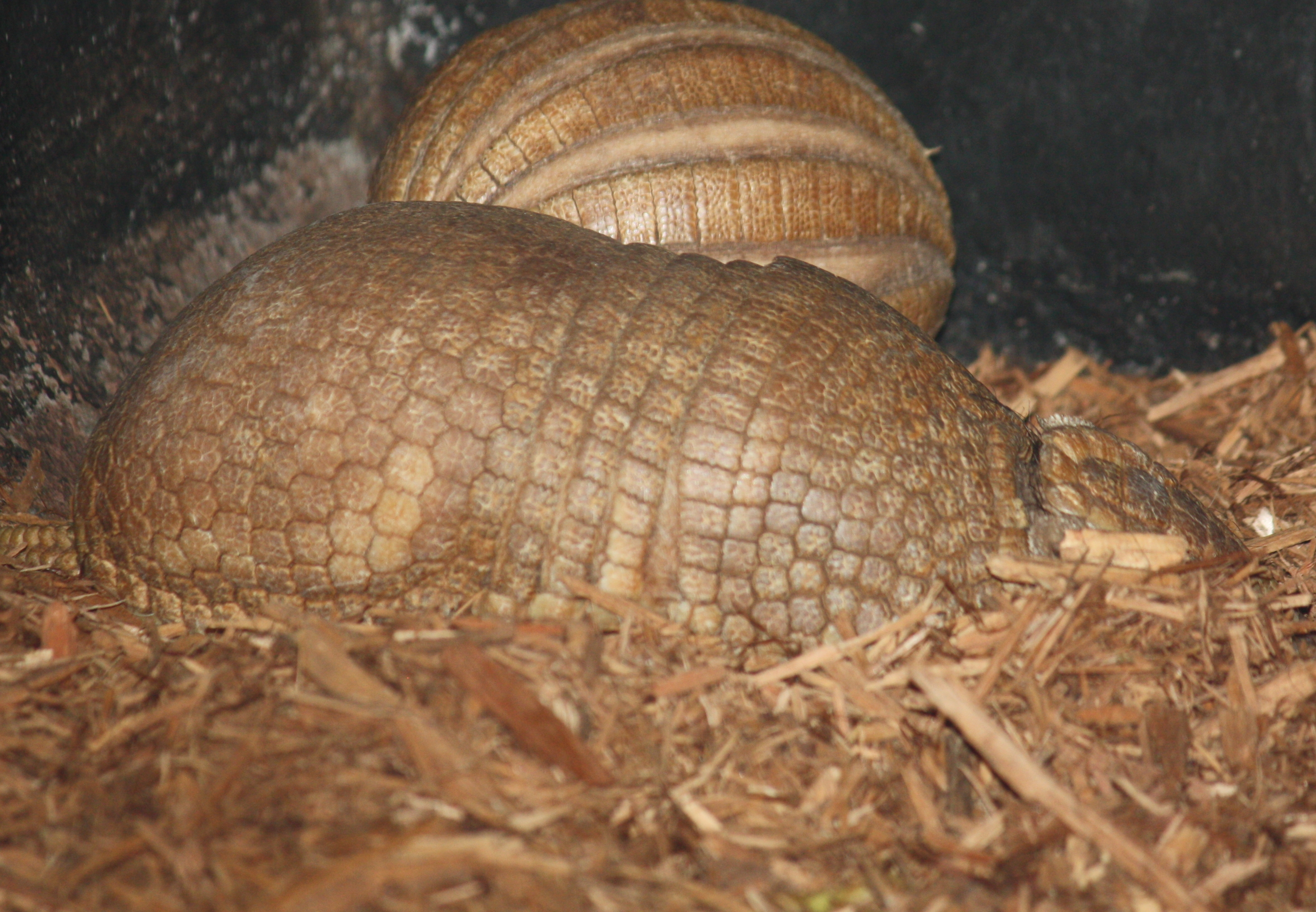
Südliches Kugelgürteltiert im Zoo von Cincinnati

Dank ihrer effektiven Verteidigungsmethode haben Kugelgürteltiere außer dem Menschen wenig natürliche Feinde. Die Menschen jagen diese Tiere vorwiegend wegen ihres Fleisches, das als schmackhaft gilt. Aufgrund ihrer Eigenschaft, sich bei Gefahr einzurollen, sind sie gegen Fressfeinde gut geschützt, können aber so sehr leicht von Menschen aufgesammelt und mitgenommen werden. Darüber hinaus wird ihr Lebensraum immer weiter eingeschränkt. Das Nördliche Kugelgürteltier gilt als gefährdet, das Südliche gilt als potentiell gefährdet.

## Sonstiges
Das Maskottchen der Fußball-Weltmeisterschaft 2014 in Brasilien war ein Kugelgürteltier, genauer das in Brasilien vorkommende Nördliche Kugelgürteltier, und trug den Namen „Fuleco“.